# Puig del Canadell
El Puig del Canadell és una muntanya de 91 metres que es troba al municipi de Roses, a la comarca catalana de l'Alt Empordà.